# Осичанська Катерина Кузьмівна
Катери́на Ку́зьмівна Осича́нська (6 грудня 1916 , Мала Іванівка, Уманський повіт, Київська губернія, Російська імперія  — невідомо ) — український радянський діяч, селянка. Депутат Верховної Ради УРСР 1-го скликання (1938–1947). 

## Біографія
Народилася 6 грудня 1916 року в родині селянина-бідняка в селі Мала Іванівка, тепер Христинівський район, Черкаська область, Україна.
Закінчила сільську школу. У 1933–1938 рока працювала ланковою в колгоспі імені Сталіна села Мала Іванівка Христинівського району Київської області.
26 червня 1938 року обрана депутатом Верховної Ради УРСР 1-го скликання по Христинівській виборчій окрузі № 87 Київської області.
У 1938–1941 роках навчалася в Уманському сільськогосподарському технікумі Київської області.
Член ВКП(б) з січня 1940 року.
Від початку німецько-радянської війни — в евакуації в Орджонікідзевському (тепер Ставропольський) краї на Північному Кавказі, в Узбецькій РСР. 
Станом на березень 1945 року — на навчанні в Тальнівському сільськогосподарському технікумі Київської області.